# Povijest stakla
Povijest stakla može se pratiti sve od 3500. godine prije Krista, otkad se u Mezopotamiji proizvode stakleni predmeti.[nedostaje izvor]

## Porijeklo obrade stakla
Prirodno nastalo staklo, posebice ono vulkanskog podrijetla, uvelike su rabile civilizacije kamenog doba, u pravilu za izradu jednostavnih, ali vrlo oštrih alata za sječenje i rezanje. Postojala je i intenzivna trgovina ovom tada traženom robom. Prvo ljudskom aktivnošću dobiveno staklo nastalo je u obalnom području sjeverne Sirije, te u Mezopotamiji i drevnom Egiptu.

## Povijest obrade stakla po kulturama

### Indija
Razvoj obrade stakla na prostoru južne Azije počinje oko 1730. prije Krista. Radi se o nalazu perli od crveno smeđeg stakla, prvom egzaktno datiranom nalazu ove tehnologije kod civilizacija doline Inda.

### Kina
Starim se kineskim staklom smatraju svi predmeti proizvedeni prije dinastije Qing (1644. – 1911.). Staklo je u kineskoj povijesti, ako ga usporedimo s metalom ili keramikom imalo sporednu važnost u povijesti obrtništva i umjetnosti. Najstariji arheološki nalazi stakla vezani su za dinastiju Chou, (1046. do 221. prije Krista).[točan period?]

### Rimljani
Stakleni predmeti otkriveni su širom Rimskog Carstva, kako u kućnom, tako i u ukopnom i manufakturnom kontekstu. Korišteno je prije svega za posude, no i za mozaike i ostakljenje prozora.

### Anglosaksonski svijet
Anglosaksonski su stakleni predmeti nađeni širom Engleske, kako na nalazištima vezanim uz naselja tako i na onim grobnog konteksta.Staklo je korišteno u izradi velikog broja predmeta, poput posuda, perli, prozorkog stakla, a korišteno je i u izradi nakita. U 5. stoljeću, nakon kraha rimske vladavine, dolazi i do značajnih promjena u uporabi stakla. Iskapanja rimsko-britanskih nalazišta donijela su i dosta staklenog materijala, što je u kontrastu s anglosaksonskim razdobljem kada količina staklenih predmeta drastično pada.

## Kronologija važnih tehnoloških otkrića
- 1226. –Široke ploče, prvi put prizvedene u Sussexu u Engleskoj
- 1330. –Krunsko staklo, početak proizvodnje u Roanu u Francuskoj. Rađene su i široke ploče, a obje vrste rađene su i za izvoz.
- 1620. –Puhane ploče, prvi puta proizvedene u Londonu. Korištene za zrcala i prozore kočija.
- 1678. –Krunsko staklo, početak proizvodnje u Londonu. Dominantan proces sve do 19. stoljeća.
- 1688. –Polirane ploče, početak proizvodne u Francuskoj (lijevane pa ručno polirane).
- 1773. –Polirane ploče, tehnologija privaćena i u Engleskoj (Ravenshead). Od 1800. godine parni stroj korišten je pri brušenju i poliranju ploča.
- 1834. –Poboljšane cilindar-ploče, prvi ih radi Robert Lucas Chance, na osnovu njemačkog postupka djelomičnog taljenja rezanih staklenih cilindara. Ova je vrsta korištena u gradnji kristalne palače u kojoj je održana velika izložba. Proces korišten do prvog svjetskog rata.
- 1843. –Plutajuće staklo, rani oblik procesa, izumitelj Henry Bessemer, staklo se lijevalo na rastopljeni kositar. Skup proces, bez komercijalnog uspjeha.
- 1847. –Valjane ploče, uvodi James Hartley.
- 1888. –Strojno valjano staklo.
- 1898. –Lijevano žicom ojačano staklo, izumitelj Pilkington, za sigurnosne svrhe.
- 1903. –Strojno izvučen cilindar, tehnika osmišljena u Sjedinjenim Američkim Državama
- 1913. –Ravno vučene ploče, tehnika osmišljena u Belgiji.
- 1923. –Polirane ploče, se po prvi put javljaju u Engleskoj, korištene za izloge.
- 1938. –Polirane ploče, proces poboljšan od strane Pilkingtona, kvaliteta poboljšana dvostrukim brušenjem.
- 1959. –Plutajuće staklo, izumitelj Sir Alistair Pilkington, Engleska.

## Vanjske poveznice
The Association for History of Glass